# Sulborowice
Sulborowice – wieś w Polsce położona w województwie świętokrzyskim, w powiecie koneckim, w gminie Fałków.
W latach 1975–1998 miejscowość administracyjnie należała do województwa piotrkowskiego.
W 2011 wieś zamieszkiwało 168 osób.
Wierni Kościoła rzymskokatolickiego należą do parafii św. Łukasza w Skórkowicach.

## Części wsi
| SIMC    | Nazwa      | Rodzaj    |
| ------- | ---------- | --------- |
| 0539302 | Błonie     | część wsi |
| 0539319 | Ług        | część wsi |
| 0539325 | Oddziały   | część wsi |
| 0539331 | Podstawki  | część wsi |
| 0539348 | Pugorzelec | część wsi |

## Historia
Pierwsze wzmianki dotyczące Sulborowic można znaleźć w Liber Beneficiorum dioecesis Cracoviensis (1470-1480) Jana Długosza. Pod nazwą Sulborowicze odnotował on, że w połowie XV wieku dziedzic Jan Dołęga miał 6 łanów kmiecych, z których dziesięcinę snopową i konopną, wartości 2 grzywien płacono kantoryi sandomierskiej. Znajdowała się tu karczma, folwark i zagroda plebańska w Skórkowicach.